# Атанас Белчев
Вижте пояснителната страница за други личности с името Белчев.
Атанас Димитров Белчев е български учител и революционер, малешевски войвода на Вътрешната македоно-одринска революционна организация.

## Биография
Белчев е роден през 1872 или 1875 година в малешевското село Русиново, тогава в Османската империя. Получава средно образование и в продължение на много години учителства в Малешевско. Влиза във ВМОРО.
В 1897 година Белчев участва в създаването на оръжейната работилница на организацията в кюстендилското село Сабляр. В 1903 година участва в Илинденско-Преображенското въстание с четата на Христо Чернопеев.
След въстанието в 1906 година Белчев става ръководител на Малешевска революционна околия.
На 29 октомври 1910 година четата на войводата Белчев се сражава с първата дружина на летящия античетнически отряд (авджи табур). Сражението завършва без победител.
Загива в Мраморно море по време на Балканската война през 1912 година като доброволец в Македоно-одринското опълчение.